# Касик золотокрилий
Касик золотокрилий (Cacicus chrysopterus) — вид горобцеподібних птахів родини трупіалових (Icteridae). Мешкає в Південній Америці.

## Опис

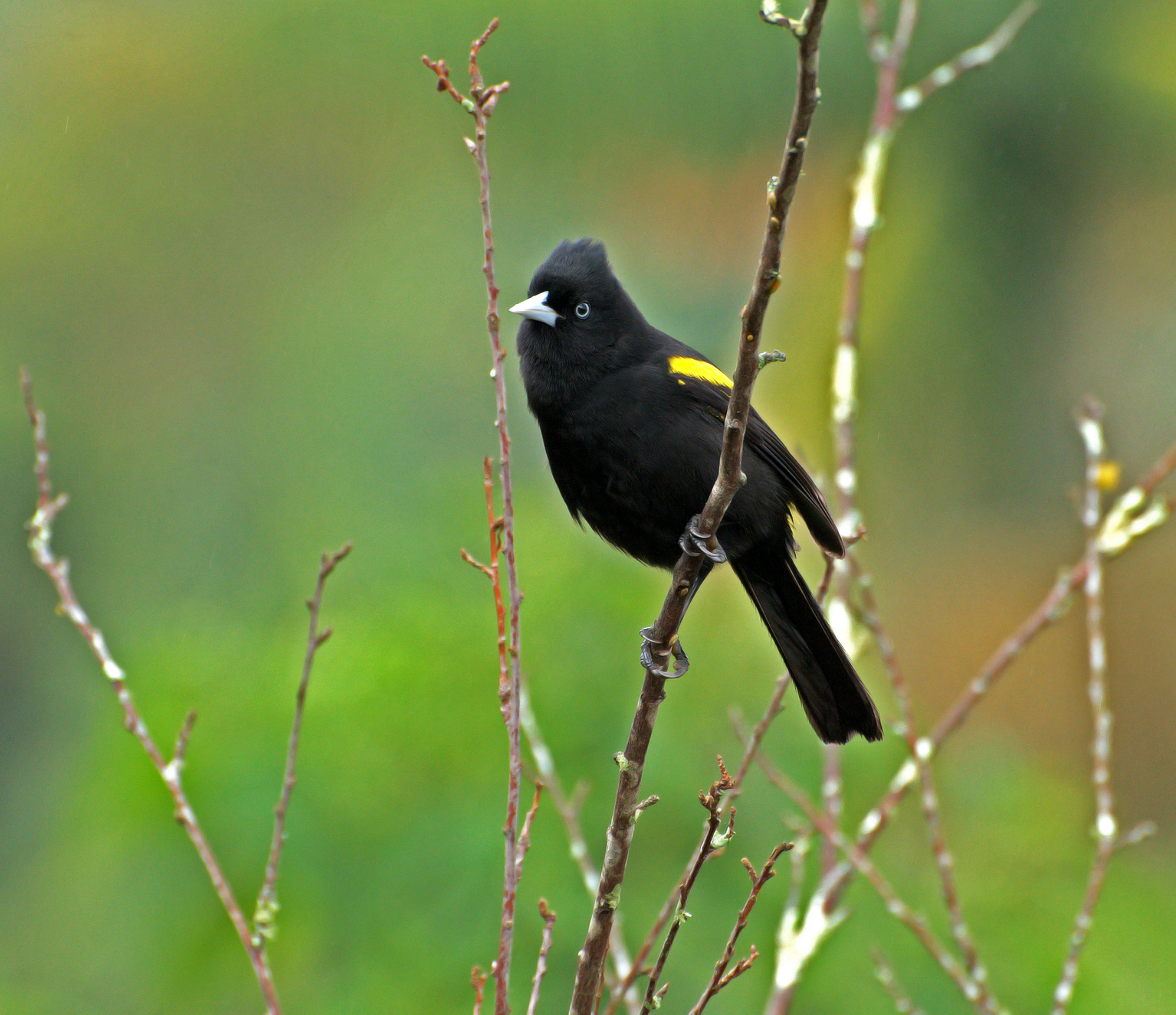
Золотокрилий касик

Довжина птаха становить 30 см. Забарвлення переважно чорне, на надхвісті яскраво-жовта пляма, на крилах золотисто-жовті плями.

## Поширення і екологія
Золотокрилі касики мешкають на східних схилах Анд в Болівії і Аргентині, а також на південному сході Бразилії, в Парагваї, Уругваї і північно-західній Аргентині. Вони живуть у вологих рівнинних атлантичних лісах та у вологих гірських тропічних лісах Південноандійської юнги. Зустрічаються на висоті до 2000 м над рівнем моря.